# Пригожин, Евгений Викторович
Евге́ний Ви́кторович Приго́жин (1 июня 1961, Ленинград — 23 августа 2023, Куженкино, Тверская область) — российский предприниматель, основатель и руководитель группы компаний «Конкорд» и частной военной компании «Вагнер».
Контролировал группу «Вагнер» — поддерживаемую российским правительством структуру наёмников, которые участвовали в военных конфликтах в Украине, Сирии и Африке; также контролировал компании, обвиняемые во вмешательстве в выборы в США в 2016 и 2018 годах («Агентство интернет-исследований» и другие). Операции Пригожина были тесно связаны с Министерством обороны России и ГРУ. Компания «Конкорд» занималась в России организацией питания высших лиц государства, благодаря чему Пригожин получил в СМИ прозвище «повар Путина». Издание «Деловой Петербург» в своём «Рейтинге миллиардеров» 2019 года поставило Пригожина на 72-е место, оценив его состояние в 14,6 млрд рублей.
Пригожин получил известность как создатель «ботоферм». С 2016 года он находился под санкциями США, с 2020 года — под санкциями Евросоюза и Великобритании, с 2022 года — Австралии, Канады, Новой Зеландии и Японии. В июле 2022 года Госдепартаментом США была объявлена награда в 10 млн долларов за информацию о Пригожине в связи с вмешательством в политические и избирательные процессы в США. ФБР предлагал вознаграждение до 250 тысяч долларов за помощь в его аресте.
С начала вторжения России на Украину в феврале 2022 года и возросшей ролью ЧВК «Вагнер» на фронте влияние Пригожина существенно возросло; спустя некоторое время он превратился в одну из самых медийных российских фигур. В 2022 году Пригожин лично посещал российские колонии с целью вербовки заключённых в ЧВК «Вагнер» для участия в войне. В мае 2023 года Пригожин заявил о захвате его наёмниками украинского города Бахмут.
23 июня 2023 года Пригожин заявил об ударе российских войск по бойцам ЧВК «Вагнер» и призвал к мятежу, назвав его «маршем справедливости». Утром 24 июня наёмники ЧВК «Вагнер» взяли контроль над военными объектами, администрацией и центром Ростова-на-Дону и планировали идти в Москву. Вечером 24 июня Пригожин провёл переговоры с Александром Лукашенко, в ходе которых была достигнута договорённость о деэскалации. Уголовное дело о мятеже прекратили утром 27 июня; было заявлено, что Пригожин отправится в Беларусь.
23 августа 2023 года, ровно через два месяца после начала мятежа, Пригожин погиб в авиакатастрофе в Тверской области.

## Биография

### Ранние годы
Родился 1 июня 1961 года в Ленинграде (ныне — Санкт-Петербург). В 1977 году окончил спортивную школу-интернат № 62 (современный колледж Олимпийского резерва № 1). Занимался лыжными гонками, к которым его приучил отчим — тренер по лыжному спорту Самуил Фридманович Жаркой.
29 ноября 1979 года, когда Евгению было 18 лет, Куйбышевский суд города Ленинграда приговорил его к 2 годам условно по ст. 15 и 144 ч. 2 УК РСФСР («покушение на кражу»), а в 1981 году, когда Пригожину было 20 лет, Ждановский суд Ленинграда приговорил его к 13 годам лишения свободы по статьям УК РСФСР «кража», «разбой», «мошенничество», «вовлечение несовершеннолетнего в совершение преступления». Пригожин тогда носил прозвище «Жако́», как рассказал один из его сообщников. Именно в колонии он лишился фаланги безымянного пальца левой руки, но травма, скорее всего, была производственной.
В 1988 году он был помилован и в 1990 году вышел из колонии-поселения.
По данным РБК за 2016 год, Евгений Пригожин окончил Ленинградский химико-фармацевтический институт по специальности «провизор-фармацевт». Однако сам Пригожин в 2018 году в интервью порталу «Город 812» сообщил, что обучение в этом институте он не завершил.

### Предпринимательская деятельность
В 1990 году вместе с отчимом организовал в Ленинграде сеть по продаже хот-догов.
В 1993 году стал управляющим сети супермаркетов «Контраст».
К 1995 году сеть выросла до 10 магазинов. В 1995 году Пригожин открыл бар-магазин «Винный клуб» на Васильевском острове.
В декабре 1996 года вместе с партнёрами открыл первый в Петербурге элитный ресторан «Старая таможня» в здании Зоологического института РАН. Вложенные 350 тысяч долларов окупились через пять месяцев, а к концу года был заработан первый миллион долларов. В 1996 году открыл кейтеринговое направление — компанию «Конкорд Кейтеринг».

Весной 1998 года Пригожин открыл ресторан «New Island», ставший популярным местом у финансовой и политической элиты. Летом 1999 года в нём встречались Сергей Степашин и глава-распорядитель МВФ Мишель Камдессю. В 2001 году на борту «New Island» проходил ужин президентов России и Франции Владимира Путина и Жака Ширака. В мае 2002 года Владимир Путин принимал здесь Джорджа Буша-младшего. Осенью 2003 года Путин отмечал на этом судне свой день рождения.
С 2002 года по 2012 год развивал сеть быстрого питания «Блин! Дональтс». На открытии одного из ресторанов в 2003 году присутствовали губернатор Санкт-Петербурга Владимир Яковлев и президент Чили Рикардо Лагос. Сеть была ориентирована на широкие слои населения, предлагая «русский фастфуд», в том числе получивший известность «квадрососисон», и к 2008 году выросла до 10 заведений, послужив основой для создания Пригожиным формата комбинатов питания. В 2011 году закрылся последний из восьми ресторанов сети.
С 2000-х годов и до конца жизни участвовал в строительных проектах.
С 2010 года компания, принадлежащая жене Пригожина, арендует Дом торгового товарищества «Братья Елисеевы». После реконструкции в нём разместился «Магазин купцов Елисеевых».
Летом 2016 года компания добилась права приватизировать здание за 740 млн рублей. В районе Лахты компания «Конкорд» возвела жилой комплекс «Северный Версаль» из 45 трёхэтажных домов в стиле архитектуры Петербурга XVIII—XIX веков со своей парковой зоной. Проект особо отмечал губернатор Владимир Яковлев.
В 2016 году издание «Фонтанка.ру» писало, что комплекс дополнительно огородил территорию площадью 7,5 га и тем самым закрыл проход к Лахтинскому разливу, что является противозаконным. В 2008 году компания Евгения Пригожина получила участок рядом с парком 300-летия Петербурга для строительства Центра водного туризма на Приморском проспекте. В 2011 году компания подала иск к Правительству города, требуя признать незаконным затягивание выделения участка. В 2012 году суды трёх инстанций подтвердили права инвестора. К марту 2016 года компания возвела комплекс «Лахта Плаза» из шести жилых зданий общей площадью 41,9 тысяч м². В 2011 году «Конкорд» получил разрешение на строительство «медико-реабилитационного центра» площадью около 56 тыс. м². В 2015 году компания сдала 18 трёхэтажных зданий на 490 апартаментов, 60 трёхэтажных коттеджей, SPA-центр с фитнес-зоной и рестораном.
В июле 2015 года «РБК» писал, что за период c конца 2014 года по середину 2015 года структуры «Конкорда» выиграли тендеры на 10,3 млрд рублей на уборку в казармах и учебных заведениях Минобороны. Связанная с Пригожиным компания «Мегалайн» получила контракт на 3,3 млрд рублей и с сентября 2015 года строила военную базу в Валуйках Белгородской области. Эта же компания выиграла конкурс на быстровозводимый военный городок за 161,6 млн рублей в поселке Светлом в Омской области. Осенью 2015 года ряд компаний, которые, как считается, связаны с «Конкордом», выиграли тендеры, которые объявила дочерняя компания Минобороны. По контракту компании должны взять на себя за 26 миллиардов рублей жилищно-коммунальное обслуживание военных городков в Московской, Брянской и Тверской областях. Всего в 2015 году все компании, связанные с Евгением Пригожиным, по оценке РБК, получили контракты Минобороны на услуги кейтеринга, уборки и строительства на 68,6 млрд рублей.
В 2018 году Владимир Путин в интервью журналистам (Мегин Келли из NBC и Армину Вольфу из ORF) подтвердил, что лично знаком с Пригожиным, но отрицал его связь с государством, сравнив Пригожина с предпринимателем Джорджем Соросом.
30 октября 2019 года основной актив Евгения Пригожина — компания «Комбинат питания „Конкорд“» была разделена на две равные части между ним и 27-летней томской юристкой Екатериной Росликовой.
19 июля 2023 года компания «Конкорд Менеджмент и Консалтинг» была зарегистрирована в деревне Цель Осиповичского района Могилёвской области. Именно там находился лагерь, куда после мятежа в России приехали наёмники ЧВК «Вагнер».

### Деятельность в сфере медиа и пропаганды
С Пригожиным связывали деятельность «Газеты о газетах», чьи сотрудники в 2012—2013 годах занимались «очищением рынка СМИ от вранья и способствованием разоблачению лживых и продажных СМИ». Делалось это через попытки внедрить своих сотрудников в независимые издания и последующую подачу судебных исков против них из-за публикации несуществующих интервью, размещавшихся ранее на рекламной основе. Один из эпизодов, направленный против Forbes, был освещён в программе НТВ «Чрезвычайное происшествие».
Сотрудники фирм Пригожина поставляли еду и обеспечивали охрану для ряда протестных акций 2012 года, с целью сбора информации о будущих акциях и лидерах протестов, а также материалов для документального фильма «Анатомия протеста». Пригожин — один из организаторов и финансист критического документального фильма о политической оппозиции «Анатомия протеста» и «фабрики троллей», которую связывают c его компанией «Главсеть» (с июля 2015 года располагалась на улице Савушкина, 55).
В сентябре 2013 года СМИ стало известно о существовании в Петербурге по адресу улица Савушкина, 55 «Агентства интернет-исследований», также в прессе и иных источниках обозначается как «фабрика троллей», «пригожинские тролли», «ольгинские тролли», «кремлеботы», сотрудники которой занимались размещением постов и комментариев провластной и антиоппозиционной направленности в интернете и соцсетях. В мае 2014 года хакерская группа «Анонимный интернационал» опубликовала данные, согласно которым финансирование осуществлялось структурами Евгения Пригожина.
В последующие годы несколько бывших работников рассказали СМИ о работе в агентстве. Они подтвердили, что ключевыми задачами работников являются написание и размещение провластных постов и комментариев на различных сайтах и форумах, а также дискредитация оппозиционных деятелей. По словам бывшей сотрудницы, агентство работало круглосуточно, с рабочими сменами в 12 часов, заработок сотрудника составлял 40 000 рублей в месяц.
Министерство юстиции США обвинило агентство во вмешательстве в американскую политическую жизнь, включая выборы президента США, начиная с 2014 года. В обвинительном заключении утверждается, что сотрудники агентства, регулярно посещая США, публиковали ложную информацию в соцсетях, размещали политическую рекламу, организовывали уличные акции и вступали в контакт с сотрудниками избирательного штаба Дональда Трампа.
Согласно расследованию журнала РБК в июне 2017 года, Евгений Пригожин может стоять за созданием и финансированием одного из крупнейших в стране медиахолдингов, придерживающегося лояльной позиции по отношению к власти. В мае-июне 2014 года заработало «Федеральное агентство новостей», со временем разросшееся до сети 16 новостных сайтов, известных как «Фабрика медиа». Пресс-служба компании «Конкорда», всячески отрицала какую-либо связь Пригожина с этими интернет-изданиями.
К февралю 2017 года ежемесячная аудитория изданий достигла 36 миллионов человек, превысив показатели «РИА Новостей» и «Комсомольской правды». В то время система мониторинга «Медиалогия» ставила «Федеральное агентство новостей» на седьмое место по цитируемости среди российских СМИ. Общая численность сотрудников оценивается в 225—250 человек. Весной 2019 года внутри ФАНа появился отдел комментирования, сотрудники которого оставляют комментарии под публикациями СМИ в соцсетях.
4 октября 2019 года Открытые медиа сообщили о создании медиахолдинга «Патриот», в который вошла часть изданий Фабрики медиа («Федеральное агентство новостей», «Народные новости», «Экономика Сегодня» и «Политика Сегодня»). К этому моменту ежемесячная аудитория изданий составляла: 15, 4,4, 3,8 и 0,3 млн читателей. По данным ЕГРЮЛ, в 2018 году общая выручка всех четырёх изданий составила около 300 млн рублей, попечительский совет которого возглавил Евгений Пригожин. Адрес медиахолдинга расположен в жилом комплексе бизнес-класса «Лахта плаза», застройщиком которого является его компания «Конкорд Менеджмент и Консалтинг». Целью создания холдинга заявлено «максимальное распространение информации о происходящих в России событиях для создания благоприятного информационного пространства, направленного на развитие страны и противодействие тем СМИ, которые продвигают негативную информацию и не замечают того хорошего, что происходит в стране». Структуру возглавил 35-летний Николай Столярчук — глава ликвидированной в 2018 году прокремлёвской партии «Молодая Россия» и адвокат Фонда защиты национальных ценностей. Общий трудовой штат медиахолдинга составлял 400 человек.
С утра 30 июня 2023 года сайты семи связанных с предпринимателем СМИ (в их числе — «Экономика сегодня», «Политика сегодня», «Невские новости», «Народные новости») перестали обновляться, с момента мятежа число публикаций снизилось; сайт «Патриота» перестал быть доступным. В этот же день «Невские новости», «Экономика Сегодня» и «РИА ФАН» объявили о прекращении работы.
Согласно изданию «The Bell», Пригожин в 2020 году финансировал telegram-канал Рыбарь, который с июня 2020 по август 2021 года вёл колонку на сайте ФАН, имел там собственный тег и раздавал комментарии в подкасте «Международный ФАН». Аккаунт прославился в 2022 году в ходе российского вторжения на Украину как провоенный.
В марте 2022 года часть сотрудников Пригожина стали работниками интернет-издания Readovka.
Пригожин спонсировал выход фильмов «Ржев», «Шугалей», «Шугалей-2», «Турист», «Гранит» и «Лучшие в аду». Премьерный показ нескольких картин состоялся на телеканале НТВ. Предположительно на деньги Пригожина снята и картина «Солнцепёк». Фильмы Пригожина транслировались по государственному телевидению, но в не в прайм-тайм; в них участвовали узнаваемые, но не широкоизвестные актёры.

## ЧВК «Вагнер»
Моё политическое кредо: родину люблю, Путина слушаюсь, Шойгу на мыло, воевать будем дальше.
Летом 2016 года издание «Фонтанка.ру» связывало Евгения Пригожина с руководителем Группы Вагнера — Дмитрием Уткиным. Среди окружения последнего был обнаружен глава службы безопасности одной из фирм предпринимателя Евгений Гуляев. Согласно The Bell, ЧВК финансировалась за счёт доходов от госконтрактов Евгения Пригожина.
В 2014—2015 годах частная военная компания Вагнера участвовала в столкновениях на территориях Донецкой и Луганской областей Украины. С осени 2015 года ЧВК Вагнера принимает участие в сирийской кампании, в частности — участвовала в освобождении Пальмиры. В июне 2017 года ЧВК Вагнера была включена в санкционный список США.
Расследованием деятельности ЧВК Вагнера в ЦАР занимались журналисты Орхан Джемаль, Александр Расторгуев и Кирилл Радченко, погибшие во время расследования на территории страны. Многие СМИ, общественные деятели и организации (в том числе близкий друг Джемаля Максим Шевченко) связали смерть журналистов с деятельностью Пригожина, который отрицает свою причастность к их убийству. «Досье» и МБХ-Медиа в 2019 году сообщали о готовившемся структурами Пригожина фильме о работе ЧВК в ЦАР, показывающем деятельность группы Вагнера как миротворческую.
Начиная с июля 2022 года ряд СМИ сообщили о посещении тюремных колоний человеком со звездой Героя России, похожим на Евгения Пригожина. Согласно им, он начал вербовочный тур с колоний для бывших силовиков, а затем переключился на учреждения строгого режима. Предприниматель предлагал заключённым принять участие в боевых действиях в составе ЧВК в обмен на помилование, снятие судимости, паспорт РФ и денежные выплаты (100 тыс. в месяц, 5 млн — в случае гибели). После визита вербовщиков заключённых двух колоний в Тульской и Ярославской областях лишили предоставляемой сервисом Zonatelecom[значимость факта?] связи с окружающим миром. В сентябре 2022 года появилось видео, подтверждающее вербовку заключённых лично Пригожиным, снятое в колонии строгого режима № 6 в Марий Эл.
В 2018 году в СМИ появилась информация, что структуры Евгения Пригожина внедряются и укрепляют влияние в африканских странах. Утверждалось, что они помогают африканским лидерам — обеспечивая безопасность, поставляя вооружения и оказывая политическое консультирование в обмен на доступ к природным ресурсам и право добычи полезных ископаемых. По информации СМИ, структуры Пригожина вели деятельность в десяти странах континента: Алжире, Ливии, Демократической Республики Конго (ДРК), Нигерии, Эфиопии, Кении, Мадагаскаре, ЦАР, Судане и Анголе. По информации СМИ, политтехнологи, нанятые структурами Пригожина, в частности, активно работали на выборах президентов Мадагаскара и Демократической Республики Конго в 2018 году.
Также структуры Пригожина связывают с подготовкой спецподразделений сирийской армии «Охотники за ИГИЛ» (англ. ISIS Hunters), чьи операции против террористов отличаются крайней жестокостью. В июле 2022 года из-за запроса «Медузы» в адрес Пригожина об участии ЧВК Вагнера в войне России с Украиной попросил председателя Следственного комитета провести проверку и «при наличии оснований» возбудить уголовное дело против редакционного директора «Медузы» Татьяны Ершовой и специального корреспондента издания Лилии Яппаровой по статьям о распространении «фейков» про российскую армию (статья 207.3 УК) и о госизмене (статья 275 УК).
26 сентября 2022 года пресс-служба компании «Конкорд» опубликовала письмо, в котором Евгений Пригожин подтвердил факт того, что является создателем ЧВК «Вагнер». В качестве даты образования группы он назвал 1 мая 2014 года: её изначальный костяк составляли русские добровольцы, желавшие отправиться в Донбасс. Пригожин заявил, что в предыдущие годы старался не афишировать свою связь с «Вагнером», чтобы не подставить никого из членов группы.

### Убийство Евгения Нужина
В ноябре 2022 года телеграм-канал, аффилированный с ЧВК «Вагнера», опубликовал видео с расправой над заключённым Евгением Нужиным. В ролике мужчина рассказывает, что его похитили из Киева и «будут судить». Затем Нужину разбивают голову кувалдой. Евгений Нужин был завербован в «ЧВК Вагнера» в одной из российских тюрем, где он отбывал наказание, и отправлен на Украину. В начале сентября он сдался в плен. Владелец «ЧВК Вагнера» Евгений Пригожин назвал видеозапись убийства «прекрасной режиссёрской работой», добавив, что убийство было «справедливым». Впоследствии Пригожин обратился к генпрокурору РФ Игорю Краснову с просьбой провести проверку факта и обстоятельств убийства Нужина, указав при этом в своём заявлении, что оперативный центр ЧВК Вагнера расследует версию событий, согласно которой Нужин «был завербован ЦРУ и заблаговременно сел в тюрьму на 27 лет, чтобы внедриться в ЧВК и создать условия для своей казни». Пригожин также призвал к жестокому обращению с украинскими военнопленными.

### ЧВК Вагнер Центр
В конце октября 2022 года в малоизвестных телеграмм-каналах впервые появилась информация о появлении в Санкт-Петербурге «ЧВК Вагнер Центра». Позднее, 29 и 31 октября Евгений Пригожин через свою пресс-службу подтвердил информацию о создании такого центра, а также заявил, что его открытие намечено на 4 ноября 2022 года. Центр расположен в здании бизнес-центра «Морская столица» в Невском районе Санкт-Петербурга.

Сам Пригожин так охарактеризовал миссию центра:
«ЧВК Вагнер Центр» — это комплекс зданий, в котором находятся места для бесплатного размещения изобретателей, проектировщиков, IT-специалистов, экспериментального производства и стартап-пространств. Миссией «ЧВК Вагнер Центра» является обеспечение комфортной среды для генерации новых идей с целью повышения обороноспособности России, в том числе информационной."

## Политическая деятельность
СМИ писали о наличии конфликта между Евгением Пригожиным и губернатором Санкт-Петербурга Александром Бегловым из-за парламентских выборов 2021 года, когда близкие к предпринимателю кандидаты не смогли зарегистрироваться для участия в выборах.
16 апреля 2022 года депутат Госдумы от «Единой России» Виталий Милонов опубликовал совместную фотографию с Евгением Пригожиным: на снимке они, облачённые в камуфляж, улыбаются на фоне здания школы № 2 в городе Первомайске Луганской области, захваченном российскими войсками.
В августе 2022 года появился на гражданской панихиде по Дарье Дугиной.
В октябре 2022 года на фоне провалов в российском вторжении на Украину поддержал главу Чечни Рамзана Кадырова в критике командующего Центральным военным округом генерал-полковника Александра Лапина.
7 ноября 2022 года Евгений Пригожин заявил, что он осуществляет вмешательство в промежуточные выборы в Конгресс США и планирует продолжать это делать. Спикер Госдепартамента США высказал мнение, что Пригожин, вероятно, имел одобрение Путина на подобные высказывания. На Пригожина наложены санкции США за вмешательство в президентские выборы в США в 2016 году, с помощью его «Агентства интернет-исследований», которое распространяло дезинформацию и раздор в социальных сетях.
К осени 2022 года основатель Евгений Пригожин стал всё чаще появляться в публичном поле и увеличивать своё влияние в России.
В ноябре 2022 года Евгений Пригожин заявил, что вложил до 2 млрд рублей в предвыборную кампанию губернатора Санкт-Петербурга Александра Беглова в 2019 году. Пригожин, являющийся политическим оппонентом Беглова, заявил, что тот «всегда был управленцем крайне низкого уровня».

### Конфликт с Минобороны РФ
Примерно с конца 2022 года Пригожин начал критиковать и конфликтовать с Минобороны РФ, оскорбляя военачальников, требуя боеприпасы и обвиняя их в больших жертвах в ходе боёв за Бахмут.
В июне 2023 года в Краснодаре были замечены агитационные плакаты с изображением Пригожина и QR-кодом на сайт, намекавший на его избирательную кампанию. Сам Пригожин отверг свою связь с этими плакатами на фоне слухов о начале его политической деятельности после критики действующей власти и пресс-конференций. Плакаты были вскоре сняты.
Днём 23 июня Евгений Пригожин выпустил большое интервью с резкими обвинениями в адрес руководства Министерства обороны РФ, в котором заявил, что МО РФ намеренно обманывало российскую общественность и Владимира Путина относительно готовящегося наступления ВСУ при поддержке НАТО в 2022 году и относительно усиления «украинской военной агрессии» перед началом полномасштабного вторжения России в Украину 24 февраля 2022 года. Пригожин заявил, что президент Украины Владимир Зеленский был готов к переговорам, однако российское руководство отказалось от них ввиду своих «максималистских позиций». Также основатель ЧВК Вагнера обвинил олигархов и российское военное руководство в начале полномасштабного вторжения для получения активов оккупированных украинских территорий, более высоких воинских званий, военных наград и для «саморекламы».

### Вооружённый мятеж
Вечером 23 июня 2023 года Евгений Пригожин сообщил, что российские войска нанесли удар по позициям ЧВК Вагнера. 24 июня издание «Meduza» выпустила статью-разоблачение с утверждением, что удар по лагерю ЧВК является постановочным. Тем же вечером Пригожин заявил о начале вооружённого конфликта с Министерством обороны. В сообщении, опубликованном в телеграм-канале его пресс-службы, также звучали призывы к мести и оскорбления в адрес министра обороны РФ Сергея Шойгу, а также был объявлен «Марш справедливости». Кроме того, в своём очередном обращении Пригожин заявлял, что его 25-тысячная армия «идёт разбираться, почему в стране творится беспредел», и призывал всех желающих присоединяться.
Национальный антитеррористический комитет России объявил о возбуждении ФСБ уголовного дела по статье 279 УК РФ (призыв к вооружённому мятежу) в связи с заявлениями Пригожина. Владимир Путин в ходе обращения по государственным телеканалам назвал мятеж «предательством» и «изменой», а также «ударом в спину», и пообещал, что все, кто встал на путь мятежа, «понесут неминуемое наказание». Евгений Пригожин прокомментировал обращение Владимира Путина: «По поводу предательства родины президент глубоко ошибся… И никто не собирается по требованию президента, ФСБ или ещё кого-нибудь прийти с повинной».
Ночью 24 июня бойцы ЧВК Вагнер вошли в Ростов-на-Дону и блокировали ключевые объекты в городе, включая штаб Южного военного округа.
Днём власти Воронежской области сообщили о движении техники по федеральной трассе М-4 «Дон» в сторону Воронежа. В телеграм-каналах тем временем появлялась информация о боях между «ЧВК Вагнера» и Минобороны в Воронежской области. Чуть позже колонна ЧВК «Вагнер», движущаяся по трассе М4 в сторону Москвы, была замечена в Липецкой области.
Вечером 24 июня президент Республики Беларусь Александр Лукашенко по согласованию с Владимиром Путиным провёл переговоры с Пригожиным, о чём сообщила пресс-служба белорусского президента. Пригожин, как утверждается, принял предложение Лукашенко об остановке движения колонны ЧВК Вагнера по территории России и «дальнейших шагах по деэскалации напряжения». Чуть позже Пригожин заявил, что наёмники, не доходя 200 километров до Москвы, «разворачивают свои колонны» и «уходят в обратном направлении в полевые лагеря согласно плану». По результатам соглашения Пригожин должен отправиться в Беларусь, а возбуждённое уголовное дело в отношении него по статье 279 («Вооружённый мятеж») УК РФ будет прекращено. По официальным данным, 27 июня Пригожин прибыл в Беларусь; по словам министра обороны РБ Виктора Хренина, поддержанным президентом Лукашенко, «такое <вагнеровское> подразделение в <белорусской> армии не помешало бы».
29 июня глава Главного управления разведки Министерства обороны Украины Кирилл Буданов заявил о том, что ФСБ РФ получила приказ убить Пригожина. Президент Беларуси Александр Лукашенко, напротив, уверен, что Путин не намерен «мочить» Пригожина.
29 июня Путин встретился с Пригожиным и 35 командирами ЧВК «Вагнер», изложил своё мнение о мятеже, дал оценку боевых действий компании на фронте и выслушал объяснения командиров о происшедших событиях, предложил им дальнейшие возможности трудоустройства. О встрече впервые было официально сообщено только 10 июля, после того, как многие источники сообщили о пребывании Пригожина в Москве и Санкт-Петербурге. При этом непосредственно 29 июня пресс-секретаря Путина Дмитрия Пескова тоже спрашивали про местонахождение Пригожина — но тогда он уверял, что в Кремле не знают, где он находится.

### Последующие события
В начале июля 2023 года было сообщено, что Пригожин вернулся в Россию и получил обратно ранее изъятое правоохранительными органами своё личное оружие, также ему вернули изъятые при обысках 10 млрд рублей. 6 июля 2023 года президент Беларуси Александр Лукашенко заявил: «Что касается Евгения Пригожина, он находится в Питере. Где он сегодня утром? Может, с утра в Москву поехал. На территории Беларуси его нет».
27 июля 2023 года, во время саммита «Россия — Африка», Евгений Пригожин встретился в Санкт-Петербурге с послом ЦАР. Также, согласно изданию «Фонтанка», Пригожин встретился с лидерами ЦАР, Мали и Нигера.

### Гибель
23 августа 2023 года примерно в 18:40 на территории Тверской области во время следования из Шереметьева в Санкт-Петербург упал самолёт «Embraer Legacy 600», в результате чего погибли 10 человек. Коммерсантъ со ссылкой на данные портала planespotters.net уточняет, что компания Wagner Group купила этот самолёт в 2020 году. Согласно результатам генетической экспертизы, проведённой Следственным комитетом России, среди погибших был и Евгений Пригожин.
24 августа 2023 года катастрофу прокомментировал президент России Владимир Путин. Он выразил соболезнования семьям погибших, отметив, что среди пассажиров находились сотрудники ЧВК «Вагнер». Упоминая Евгения Пригожина, Путин описал его как «человека сложной судьбы».
По мнению Института изучения войны (ISW), который во время войны на Украине часто уделял основное внимание в своих ежедневных обзорах заявлениям и действиям Евгения Пригожина, приказ убить Пригожина почти наверняка отдал Путин. ISW разделяет мнение тех политических аналитиков, которые видят неслучайность в том, что катастрофа самолёта произошла ровно через два месяца после вспыхнувшего мятежа. Исследовательский центр напомнил о том, что утром того же 23 августа государственное агентство РИА Новости опубликовало информацию о снятии генерала Сергея Суровикина с поста главнокомандующего Воздушно-космическими силами. «Официальное подтверждение увольнения Суровикина в российской государственной прессе в тот же день, когда произошло убийство Пригожина — это, скорее всего, не случайное совпадение», — сделали вывод аналитики.
29 августа похоронен на Пороховском кладбище Санкт-Петербурга рядом с своим отцом Виктором Пригожиным; согласно пожеланиям родственников, похороны прошли только в их присутствии и присутствии близких друзей. Воинских почестей, которые были положены Пригожину как Герою России, во время похорон не было. Приготовления к похоронам находившихся на борту самолёта сотрудников ЧВК проходили на нескольких кладбищах Петербурга ещё накануне, однако Пороховское кладбище среди них не упоминалось. В день похорон полиция оцепила кладбище, и журналисты к нему подобраться не смогли.

## Семья
- Дед — Евгений Ильич Пригожин (1911—1992) — советский инженер, участник Великой Отечественной войны 1941—1945 годов в звании капитана; про Ржевскую битву, в которой он участвовал, сняли фильм «Ржев», он был прототипом одного из героев фильма (кино профинансировал внук Евгений Пригожин).
- Родной брат деда — Ефим Ильич Пригожин (1914—1999), учёный, занимался урановыми разработками[159].
- Отец — Виктор Евгеньевич Пригожин (1935—1970) — рано умер.
- Дед по матери — Кир Семёнович Хохлов, был в отряде прожекторов в частях ПВО вдали от передовой во время Великой Отечественной войны[160].
- Мать — Виолетта Кировна Пригожина (род. 1939), работала в больнице, кандидат медицинских наук, автор книги об инфекционных болезнях, доцент кафедры инфекционных болезней МАПО (Медицинская академия последипломного образования), сотрудник оргметодотдела инфекционной службы Санкт-Петербурга, художница с 2017 года, создатель благотворительного фонда «Краски жизни», сын помогал матери организовывать выставки[42][160][161].
- Отчим — Самуил Фридманович Жаркой (1932—2016) — тренер по лыжному спорту, позже ресторатор, предприниматель[160].
- Жена — Любовь Валентиновна Пригожина (род. 1970).
- Сын Павел, дочери Полина и Вероника[15][162]. Сын Павел владеет пятью компаниями, ранее принадлежавшими его матери Любови Валентиновне Пригожиной: ООО «Бета», «Турстатус», ООО «Лахта Парк Премиум», ООО «Лахта Парк» и ООО «Лахта Плаза»[163]. По заявлению Евгения Пригожина, его сын Павел прошёл срочную службу в российской армии, а через месяц после её окончания отправился в Сирию в составе ЧВК «Вагнер», в которой находился по состоянию на сентябрь 2022 года[164].

## Упоминания в творчестве и память
В 2003 году Евгений Пригожин вместе со своими детьми Павлом и Полиной написал книгу сказок «Индрагузик» и издал её тиражом в 1000 экземпляров. Книга не продавалась, а преподносилась в качестве подарка высокопоставленным и известным людям.
Фильм «16-й» (2021) — снят на деньги Пригожина, один из персонажей задуман как его альтер-эго.
В июле 2023 года в Интернете появилась аудиозапись с песней, предположительно Сергея Шнурова, посвящённой Евгению Пригожину. В песне можно услышать строки про повара, у которого «котёл кипит» с «кровавым варевом».
В декабре 2023 года на здании в Санкт-Петербурге по адресу набережная Лейтенанта Шмидта, дом 7 (дом Г. К. Кейзерлинга (М. С. Дружининой)), где располагался офис одной из компаний Евгения Пригожина, была установлена посвящённая ему мемориальная табличка.
5 апреля 2024 года около часовни памяти погибших бойцов ЧВК Вагнера в Горячем Ключе Краснодарского края был установлен памятник с изображениями Дмитрия Уткина и Евгения Пригожина. Муниципальные власти заявили, что памятник был построен на частной территории и не требует разрешения с их стороны.
1 июня 2024 года был открыт бронзовый памятник Евгению Пригожину с тремя звездами Героя на груди на Пороховском кладбище в Санкт-Петербурге.

## Критика и санкции

### Обвинения в коррупции с господрядами
В мае 2017 года Федеральная антимонопольная служба признала, что связанные с Пригожиным компании организовали картельный сговор по контрактам Минобороны на 1,8 млрд рублей и нарушили антимонопольное законодательство.
Однако 8 ноября 2017 года ФАС, признав факт наличия картеля (самого опасного нарушения антимонопольного законодательства), пошла на беспрецедентный шаг, освободив все 5 компаний от административной ответственности.
Партия «Яблоко» в июне 2017 года утверждала, что пять из шести компаний, выигравших контракты на организацию питания детей в московских школах на период до 2019 года, связаны с Евгением Пригожиным. Из общей суммы около 50 миллиардов рублей на эти компании приходится 94 процента от суммы подрядов.
В декабре 2018 года стало известно, что структуры, связанные с Пригожиным, были без проведения конкурса выбраны в качестве субподрядчиков для строительства в Санкт-Петербурге «Судебного квартала» стоимостью в 35,7 млрд рублей.
Согласно расследованию телеканала «Настоящее время», с 2011 года связанные с Пригожиным компании заключили как минимум 5393 госконтракта на общую сумму 209 миллиардов рублей, поставляя питание в учреждения Минобороны, Минздрава, а также в школы и детские сады. Ранее издание The Bell оценивало размер полученных госконтрактов на поставку питания, обслуживание личного состава и строительство для армии РФ за период с 2014 по 2019 год в 149,8 млрд руб., эту оценку предприниматель считал неверной.
29 декабря 2022 года Центр по исследованию коррупции и организованной преступности назвал Евгения Пригожина человеком года в области организованной преступности и коррупции.

Евгений Пригожин — олигарх, который в этом году стал живым символом самых ужасных явлений России. Грязные деньги, первобытное насилие, цинизм и безнаказанность даже перед лицом российского закона — все производные одобряемой государством коррупции объединяются в его фигуре.— «Центр по исследованию коррупции и организованной преступности», 29 декабря 2022 года

### Судебные иски к «Яндексу» о праве на забвение
В июне 2016 года в Куйбышевском районном суде Санкт-Петербурга начался процесс по искам Евгения Пригожина к «Яндексу». Заявитель требовал удалить из поисковика ссылки на 22 публикации, в том числе материалы Фонда борьбы с коррупцией, «Фонтанки.ру» и «Новой газеты», раскрывающие подробности деятельности Агентства интернет-исследований и контрактов с Минобороны. Освещение процесса в СМИ привело к эффекту Стрейзанд. В дальнейшем Пригожин отказался от иска.
В июле 2022 года Яндекс на основании закона о праве на забвение ограничил выдачу результатов по запросам, связанным с Евгением Пригожиным («Пригожин», «Евгений Пригожин», «Пригожин фабрика троллей», «Пригожин ЧВК Вагнера»), из выдачи также исчезли ссылки на ряд материалов про Пригожина, в том числе расследования о его судимостях в молодости и о его связи с российской ЧВК. Зато на первой странице поисковик показывает интервью бизнесмена связанным с ним «Невским новостям» и РИА «ФАН».

### Суды с BellingCat
В феврале 2022 года Пригожин подал иск в Гагаринский районный суд города Москвы, а также в Великобритании к расследовательской группе Bellingcat с требованием удаления и опровержения сведений о связях предпринимателя с ЧВК «Вагнер». В мае лондонский суд отклонил иск Пригожина, это произошло после отказа работавших с ним адвокатов продолжать представлять его в суде из-за возможного нанесения вреда их репутации. 3 июня Гагаринский суд Москвы удовлетворил иск. В августе Bloomberg сообщило об отправке Пригожиным в Высокий суд в Лондоне «эмоционального письма», в котором он поставил под сомнение независимость судов в Великобритании.

### Обвинения в организации преследований оппозиции
В ноябре 2018 года «мастер чёрного пиара» Андрей Михайлов, работавший на Евгения Пригожина до 2013 года, рассказал журналисту «Новой газеты», что Пригожин в 2013 году организовал избиение в Сочи блогера Антона Грищенко, который писал «про президента нашего, Владимира Владимировича Путина, что-то очень обидное», поручал Михайлову устраивать провокации против Дмитрия Быкова и журнала «Форбс» с целью их дискредитации, а также провокации против компаний, конкурировавших с компаниями Пригожина, с целью их дискредитации. Кроме того, структуры Пригожина, предположительно, организовывали провокации против оппозиционных деятелей, в том числе, против Алексея Навального.

### Обвинения в поставке некачественных продуктов в школы
В декабре 2018 года стало известно о заболевании шигеллезом в детских садах ЮВАО Москвы. По данным госконтрактов, организацией питания в дошкольных учреждениях ЮВАО занимается «Комбинат питания „Конкорд“», принадлежащий Евгению Пригожину.
Данные об установлении заболевания, источнике заражений и ходе расследования были опубликованы 29—31 декабря в СМИ по факту предоставления информации Роспотребнадзором. В ответе Роспотребнадзора на запрос председателя Комиссии по развитию гражданского общества Общественной палаты города Москвы Алексея Венедиктова сообщается, что групповые заболевания в детских дошкольных коллективах связаны с употреблением некачественной молочной продукции, которую поставляет компания «Чаплыгинмолоко». «Предприятие питания „Конкорд“ отказалось от продукции данного поставщика». По данным Роспотребнадзора, было выявлено 127 случаев заражения кишечной инфекцией, из них 57 случаев дизентерии, в семи образовательных учреждениях г. Москвы.
31 января 2019 года на YouTube-канале «Навальный LIVE» вышло первое расследование Любови Соболь о заболевании дизентерией в Московских детских садах и школах. Согласно информации пресс-службы компании «Конкорд» 2 февраля 2019 года Евгений Пригожин встречался с Алексеем Навальным в отеле Sokos в Санкт-Петербурге. 9 февраля Евгений Пригожин рассказал о содержании «встречи», заявив: «Дословно его предложение звучало так: „Ты заплатишь мне 300 миллионов рублей за муниципальные выборы в Питере. Мяч на моей стороне. Чем-то надо жертвовать“ […] После чего Навальный продолжил шантаж, выпуская фейковые ролики и пытаясь дестабилизировать рынок питания в образовательных учреждениях города Москвы». В штабе Навального сообщения о встрече были названы фальшивкой и провокацией.
По утверждению Пригожина, 17 февраля состоялась встреча с юристом ФБК Любовью Соболь. Согласно опубликованной в июле 2019 года переписке сотрудников структур Пригожина, информация о встрече Пригожина с Алексеем Навальным является недостоверной, а в подготовке этой новости участвовал непосредственно сам Евгений Пригожин.
18 февраля в интервью «Навальный LIVE» бывшая сотрудница компании «Московский школьник» Наталья Шилова назвала предприятие подразделением «Конкорда». В пресс-службе «Конкорда» опровергли эту информацию. Сам Евгений Пригожин связь с этим комбинатом питания всегда отрицал, хотя владельцем половины «Московского школьника» являлся бывший полицейский, называющий себя начальником службы безопасности «Конкорда».
31 октября Мещанский суд Москвы обязал «Конкорд» выплатить компенсации родителям детей, переболевших дизентерией в московских школах и детсадах зимой 2019 года.
В этом же месяце Пригожин выиграл у Фонда борьбы с коррупцией суд касательно расследования, согласно решению которого ФБК, Алексей Навальный и юрист фонда Любовь Соболь должны выплатить в общей сложности 88 миллионов рублей. Из-за проигранного иска Навальный в июле 2020 года объявил о закрытии ФБК и создании нового юридического лица — «Фонда защиты прав». Пригожин, узнав об этом, пожертвовал ФБК миллион рублей, которые были ему возвращены фондом. В августе 2020 года Евгений Пригожин заключил с комбинатом питания «Московский школьник» договор уступки требования, по которому долг нужно будет выплачивать лично ему.

### Санкции со стороны иностранных государств
20 декабря 2016 года Евгений Пригожин был включён в санкционный список США, введённый из-за роли России в войне на востоке Украины. Комментируя это решение, Пригожин заявил, что равнодушно относится к санкциям, так как его бизнес не связан с Европой и США, а отдыхать он предпочитает в России. В июне 2017 года в расширенный санкционный список были включены компании «Конкорд Кейтеринг» и «Конкорд Менеджмент и Консалтинг» — управляющая компания холдинга «Конкорд», в который входит несколько ресторанов и сеть бутиков «Музей шоколада». 16 февраля 2018 года спецпрокурор США Роберт Мюллер предъявил обвинения Евгению Пригожину и ещё 12 российским гражданам по делу о вмешательстве в выборы президента США.
В декабре 2018 года Минфин США ввёл санкции против РИА ФАН (Федеральное агентство новостей) как связанного с Concord Management and Consulting Евгения Пригожина.
В июле 2020 года Минфин США ввёл санкции против трёх российских физических лиц и пяти компаний из России, Судана, Китая и Гонконга как связанных с Пригожиным. Санкции были наложены за вмешательство в выборы в США и дела Украины, а также за противозаконную киберактивность.
В сентябре 2020 года Минфин США ввёл санкции против семи организаций из России, Финляндии и Центральной Африканской Республики и восьми граждан РФ, связанных с бизнесменом Евгением Пригожиным и действовавших от его имени в ЦАР.
В октябре 2020 года Евросоюз ввёл персональные санкции против Пригожина за тесную связь с действующей в Ливии «ЧВК Вагнера». В июне 2022 года Европейский суд общей юрисдикции отклонил жалобу Пригожина на решение о введении против него санкций.
В феврале 2018 года Окружной суд округа Колумбия (США) выдал ордер на арест Пригожина. Летом 2020 года ФБР включило Пригожина в разыскной список, а в феврале 2021 года пообещало награду в размере 250 тыс. долларов США за информацию, которая поможет его аресту.
В феврале 2022 года Австралия ввела персональные санкции против Пригожина.
В марте 2022 года США ввели санкции против Пригожина, его жены, двоих детей, матери и трёх компаний, аналогичные санкции ввела ранее, 24 февраля 2022 года, Новая Зеландия.
21 апреля 2022 года, на фоне вторжения России на Украину, Пригожин был внесён в расширенный санкционный список всех стран Евросоюза.
3 июня 2022 года Евросоюз ввёл персональные санкции против сына Пригожина — Павла.

## Награды
- Высшее звание «Герой Российской Федерации» с вручением медали «Золотая звезда»[222][223][224] (20 июня 2022 года)[225]
- Герой Донецкой Народной Республики[226]
- Герой Луганской Народной Республики[226]
- Орден «За заслуги перед Отечеством» IV степени (22 мая 2014 года) — за достигнутые трудовые успехи, значительный вклад в социально-экономическое развитие Российской Федерации, заслуги в освоении космоса, гуманитарной сфере, укреплении законности, активную законотворческую и общественную деятельность, многолетнюю добросовестную работу[227]
- Орден Александра Невского[226][228]
- Два Ордена Мужества[226][228]
- Орден «За военные заслуги»[226][228]
- Орден Дружбы[226][228]
- Медали ордена «За заслуги перед Отечеством» I и II степеней[15][226]
- Медаль «В память 300-летия Санкт-Петербурга»[15]
- Медаль «За возвращение Крыма»[226][228]
- Медаль «Памяти героев Отечества»[228].
- Медаль «За укрепление боевого содружества»[228].
- Медаль «Генерал армии Хрулёв»[228].
- Медаль «За заслуги в материально-техническом обеспечении»[229].
- Знак отличия «За заслуги перед Санкт-Петербургом» (1 июня 2021 года)[228].
- Орден «За доблесть» (ЛНР)[229].
- Офицер ордена Заслуг (ЦАР)[230].
- Командор ордена Признания (ЦАР)[230].
- Рыцарь ордена примирения Центральноафриканской Республики (ЦАР)[230].
- Орден Торговых заслуг (ЦАР)[230].
- Крест Воинской доблести (ЦАР)[228].
- Звезда За военные заслуги (ЦАР)[228].
- Орден Республики (2018, Судан)[231].
- Орден Двух Нилов (2020, Судан)[231].
- Орден «За храбрость» (Ливия)[229].
- Большой крест ордена Жеребца (Буркина-Фасо)[230].
- Пистолет Glock от министра обороны России[232]
- 9-миллиметровый пистолет Ярыгина «Грач»[228]